# Chūō (Osaka)
Chūō (中央区, Chūō-ku) és un dels 24 districtes urbans de la ciutat d'Osaka, capital de la prefectura homònima, a la regió de Kansai, Japó. És, juntament amb Kita, el districte més important d'Osaka, ja que es troba la seu del govern prefectural, el castell d'Osaka, la seu central de la policia, diverses emissores i la majoria dels conulats estrangers de la ciutat. El nom del districte, Chūō, es pot traduir al català com a "centre" o "central" i fa referència a la seua posició geogràfica dins de la ciutat d'Osaka.

## Geografia

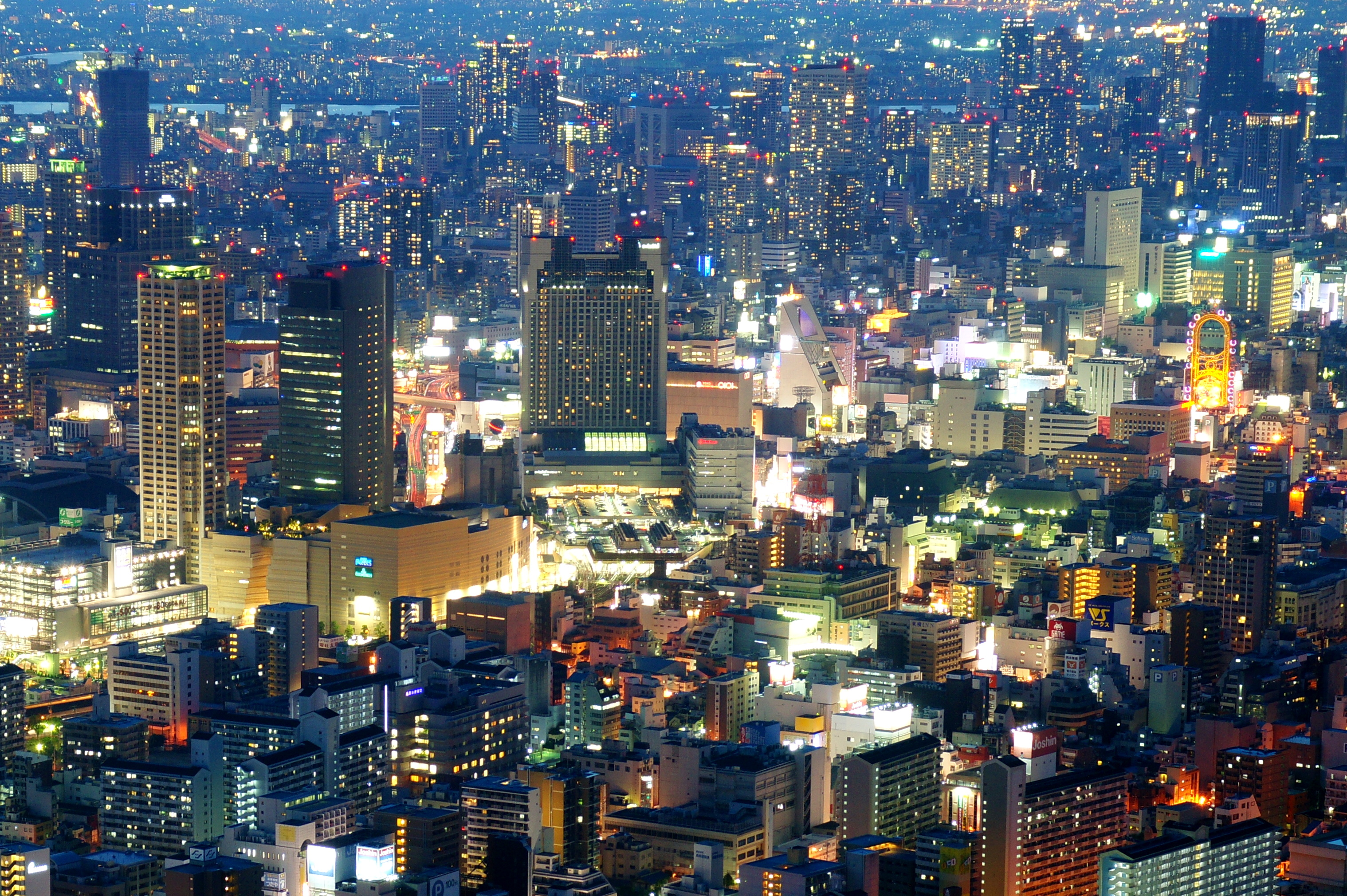
Panoràmica nocturna de Nanba

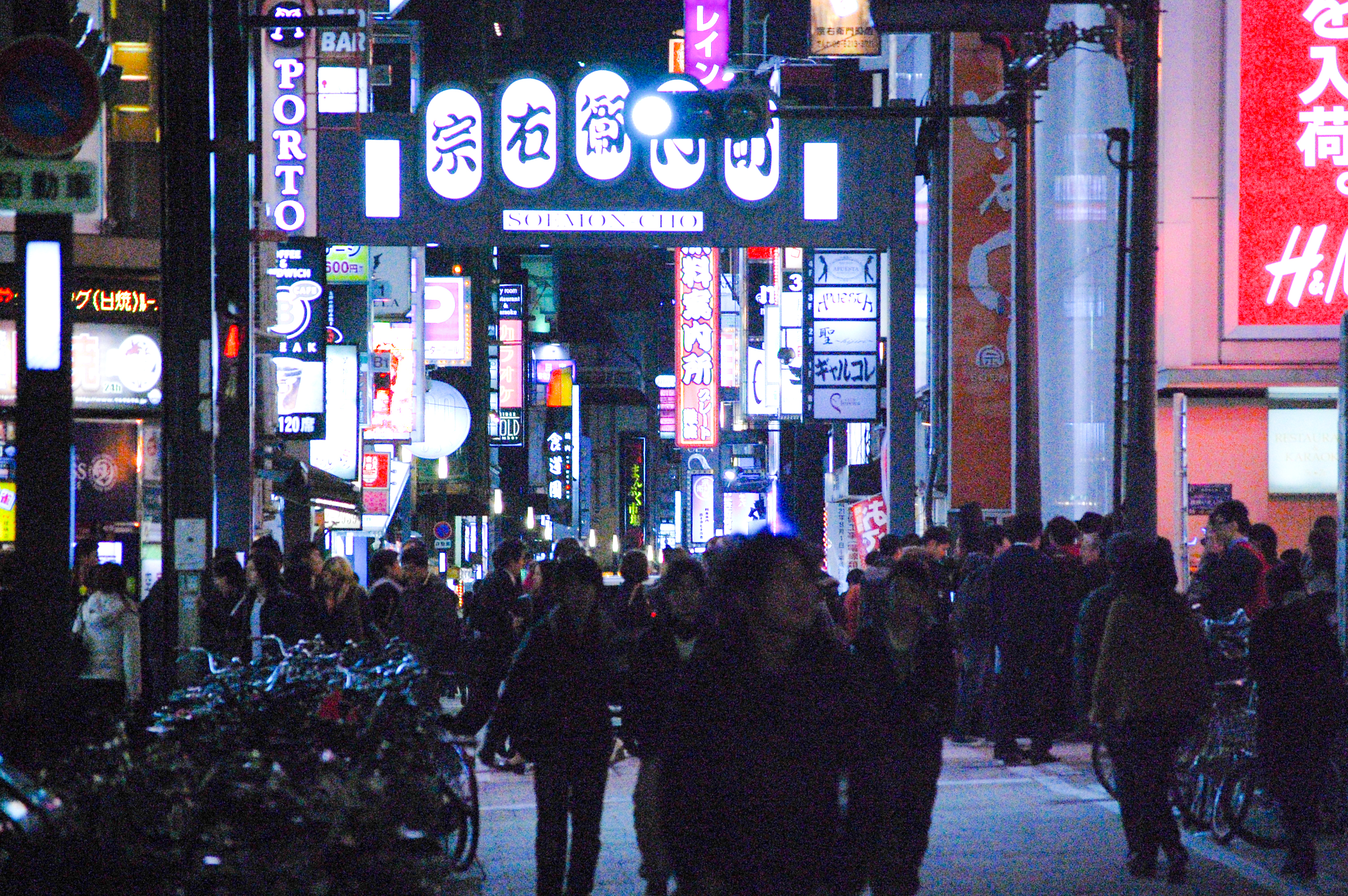
Nit a Sōemon-chō

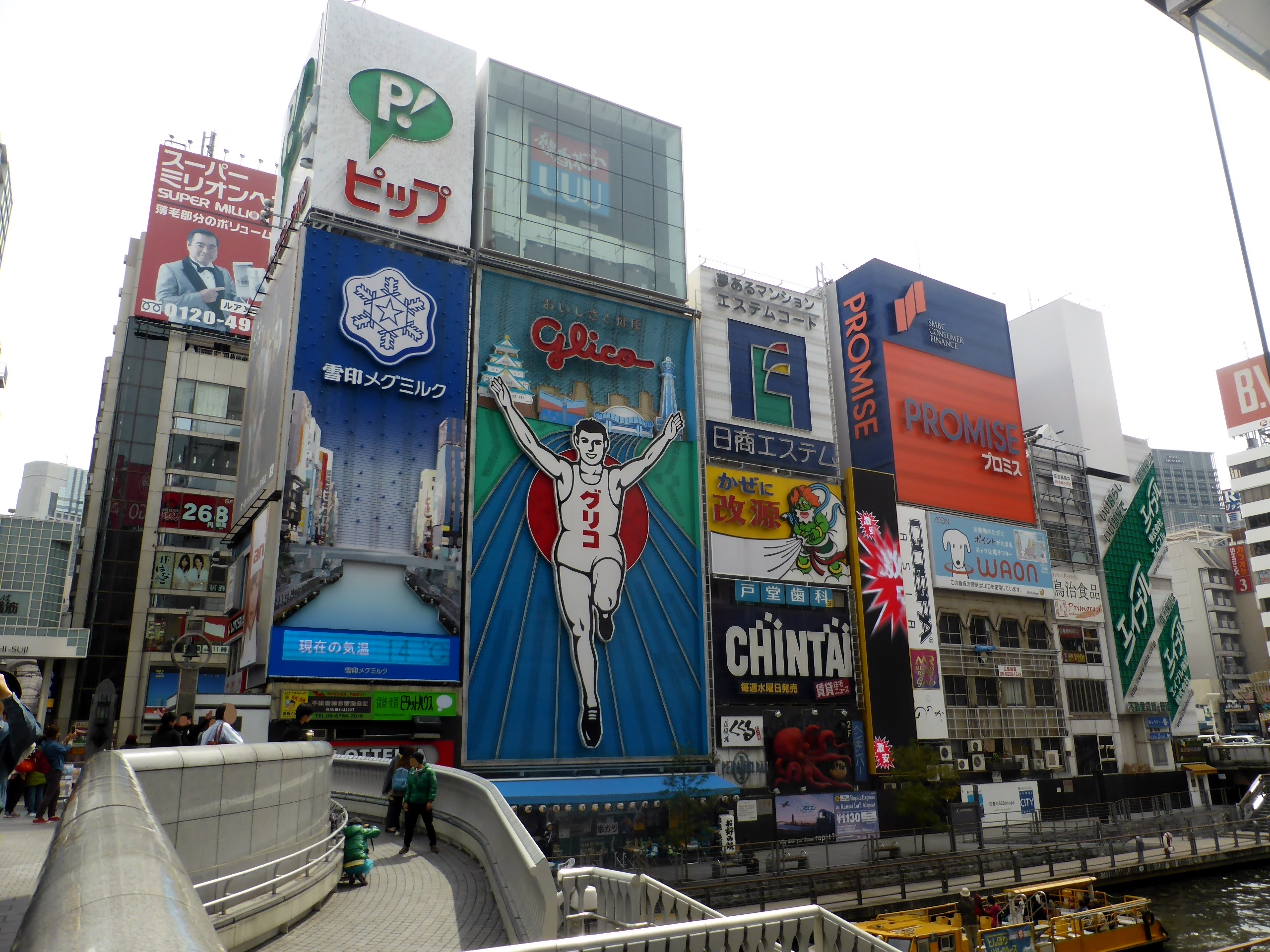
Neons al canal de Dōtonbori

El districte de Chûô, com el seu nom bé indica, es troba al centre geogràfic de la ciutat d'Osaka. És un dels districtes més importants i coneguts de la ciutat, comptant amb barris de consum i entreteniment com Dôtonbori, Shinsaibashi o Sennichimae, a més de tindre nombrosos monuments com el castell d'Osaka i edificis com els del govern i la policia prefectural d'Osaka. Com el districte es troba al centre de la ciutat, només limita amb altres districtes com ara Kita i Miyakojima al nord, Naniwa i Tennōji al sud, Jōtō i Higashinari a l'est i Nishi a l'oest.

### Barris
Els barris del districte són els següents:
- Azuchi-machi (安土町)
- Awaji-machi (淡路町)
- Andōji-machi (安堂寺町)
- Izumi-machi (和泉町)
- Itoya-machi (糸屋町)
- Imabashi (今橋)
- Ueshio (上汐)
- Ue-Hon-machi-Nishi (上本町西)
- Ue-machi (上町)
- Uchi-Awaji-machi (内淡路町)
- Uchi-Kyūhōji-machi (内久宝寺町)
- Uchi-Hirano-machi (内平野町)
- Uchi-Hon-machi (内本町)
- Ōsaka-jō (大阪城)
- Ōte-dōri (大手通)
- Ōtemae (大手前)
- Kawara-machi (瓦町)
- Kawaraya-machi (瓦屋町)
- Kanzaki-chō (神崎町)
- Kita-Kyūhōji-machi (北久宝寺町)
- Kita-Shin-machi (北新町)
- Kitahama (北浜)
- Kitahama-Higashi (北浜東)
- Kyūtarō-machi (久太郎町)
- Kōzu (高津)
- Kōraibashi (高麗橋)
- Kokawa-chō (粉川町)
- Koku-machi (石町)
- Zaimoku-chō (材木町)
- Shima no uchi (島之内)
- Shima-machi (島町)
- Jūniken-chō (十二軒町)
- Shiromi (城見)
- Shinsaibashisuji (心斎橋筋)
- Sennichimae (千日前)
- Senba-Chūō (船場中央)
- Sōemon-chō (宗右衛門町)
- Tani-machi (谷町)
- Tamatsukuri (玉造)
- Tsurigane-chō (釣鐘町)
- Tenmabashi-Kyō-machi (天満橋京町)
- Tōhei (東平)
- Tokiwa-machi (常盤町)
- Tokui-chō (徳井町)
- Dōtonbori (道頓堀)
- Doshō-machi (道修町)
- Nakadera (中寺)
- Nanba (難波)
- Nanba-Sennichimae (難波千日前)
- Nishi-Shinsaibashi (西心斎橋)
- Nipponbashi (日本橋)
- Nōninbashi (農人橋)
- Bakurō-machi (博労町)
- Banba-chō (馬場町)
- Higashi-Kōraibashi (東高麗橋)
- Higashi-Shinsaibashi (東心斎橋)
- Hirano-machi (平野町)
- Bingo-machi (備後町)
- Fushimi-machi (伏見町)
- Funakoshi-chō (船越町)
- Hōenzaka (法円坂)
- Hon-machi (本町)
- Hon-machi-Bashi (本町橋)
- Matsuya-machi (松屋町)
- Matsuya-machi-Sumiyoshi (松屋町住吉)
- Minami-Kyūhōji-machi (南久宝寺町)
- Minami-Shin-machi (南新町)
- Minami-Senba (南船場)
- Minami-Hon-machi (南本町)
- Morinomiya-Chūō (森ノ宮中央)
- Yariya-machi (鎗屋町)
- Ryūzōji-chō (龍造寺町)

## Història

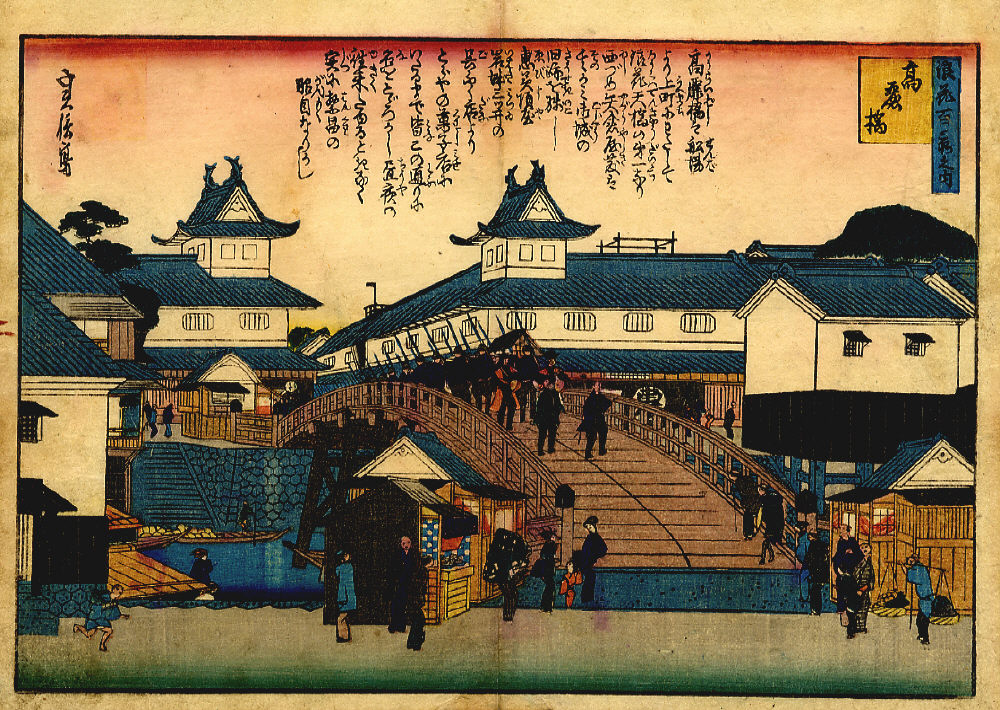
Kōraibashi al període Edo

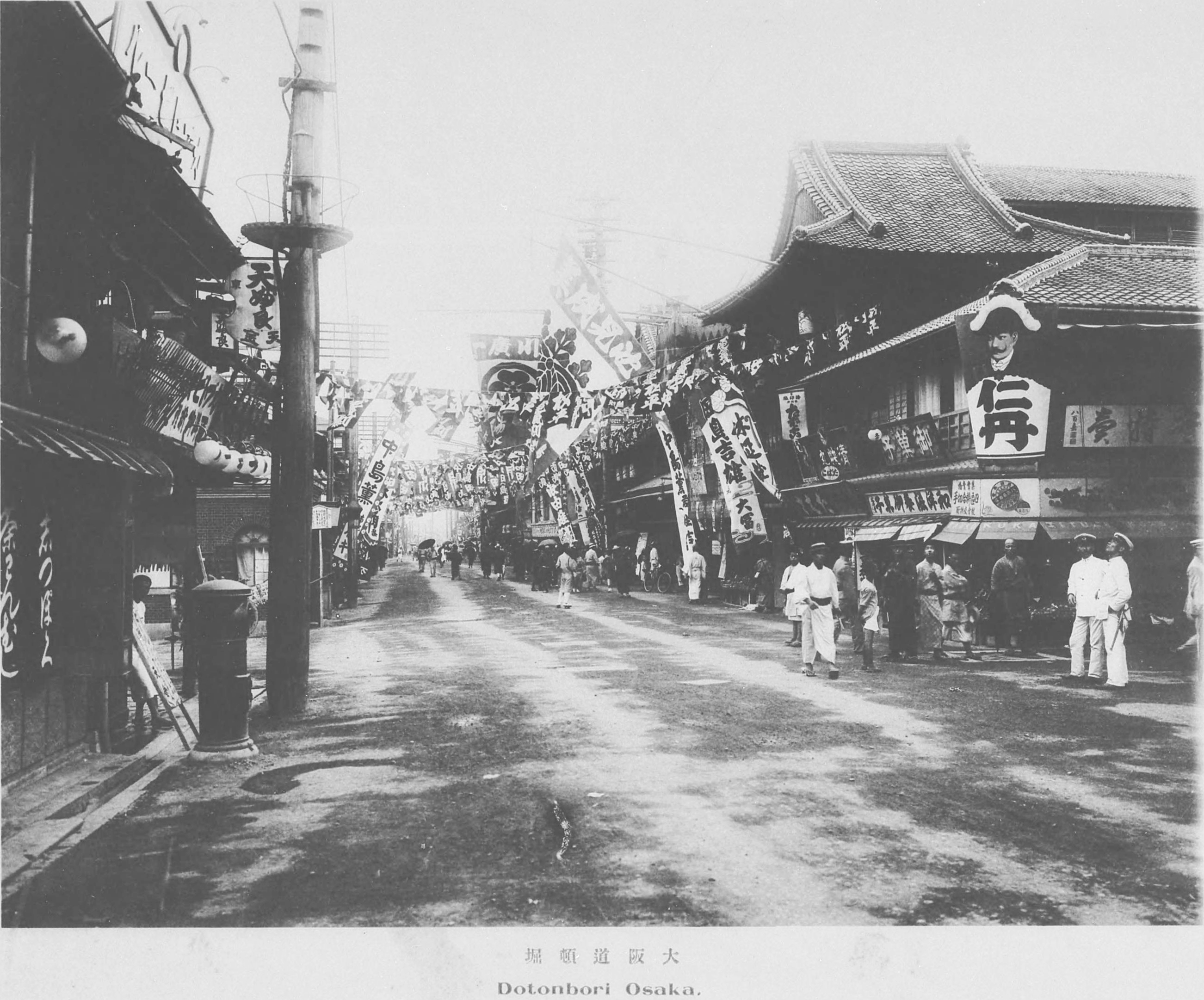
Dōtonbori, 1910

La història del districte de Chûô és relativament curta, ja que va ser fundat el 13 de febrer de 1989 fruit de la fusió dels desapareguts districtes de Higashi i Minami. L'antic districte de Minami ocupava la part sud (minami en japonès vol dir "sud") i era més xicoteta, mentres que Higashi ocupava tota la meitat superior i oriental.

## Demografia
| 1920   | 1930   | 1940   | 1950    | 1960 | 1970   | 1980   |
| ------ | ------ | ------ | ------- | ---- | ------ | ------ |
| ND     | ND     | ND     | ND      | ND   | 88.256 | 64.091 |
| 1990   | 2000   | 2010   | 2020    | 2030 | 2040   | 2050   |
| 56.862 | 55.324 | 78.687 | 103.290 | -    | -      | -      |

## Transport

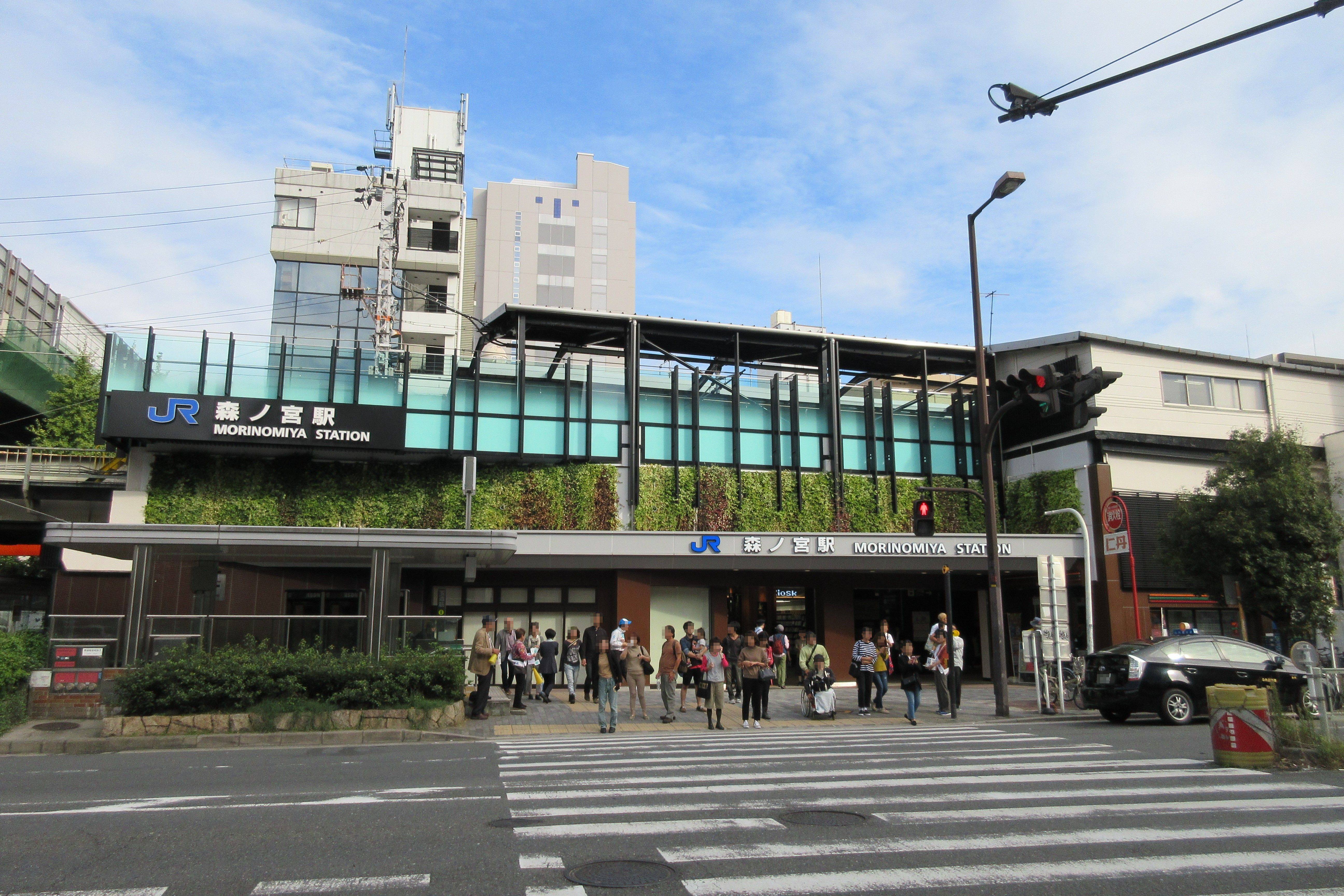
Estació de Morinomiya (JR)

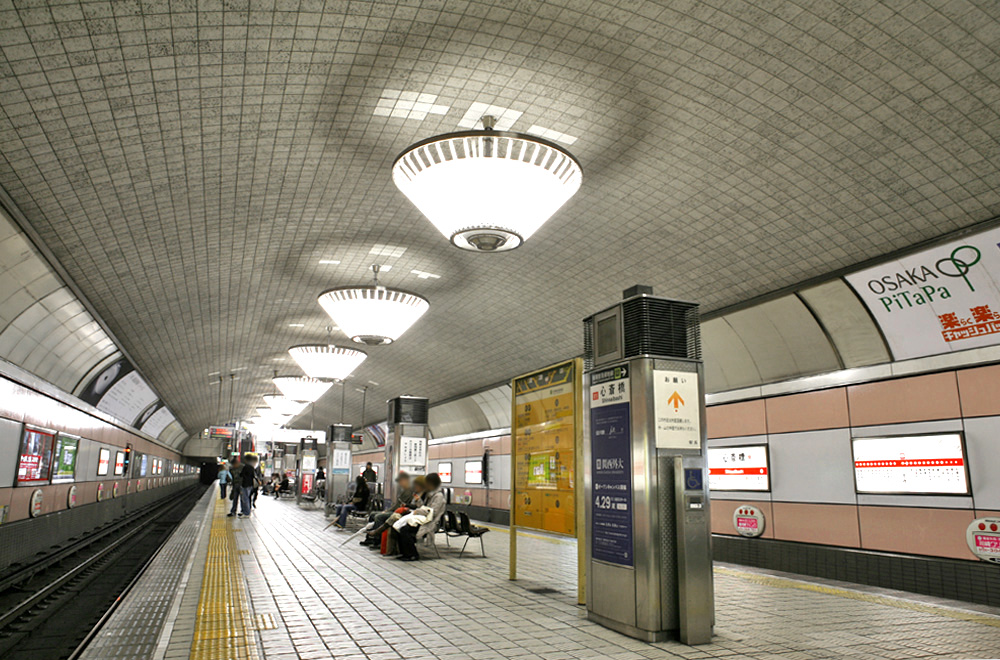
Estació de metro de Shinsaibashi

### Ferrocarril
- Companyia de Ferrocarrils del Japó Occidental (JR West)
  - Morinomiya - Ōsakajōkōen
- Metro d'Osaka
  - Yodoyabashi - Honmachi - Shinsaibashi - Nanba - Tenmabashi - Tanimachi Yonchōme - Tanimachi Rokuchōme - Sakaisuji-Honmachi - Morinomiya - Nipponbashi - Kitahama - Nagahoribashi - Matsuyamachi - Osaka Business Park
- Ferrocarril Elèctric Keihan
  - Yodoyabashi - Kitahama - Tenmabashi
- Ferrocarril Kinki Nippon (Kintetsu)
  - Osaka-Nanba - Kintetsu-Nipponbashi - Osaka-Uehonmachi
- Ferrocarril Elèctric Hanshin
  - Osaka-Nanba
- Ferrocarril Elèctric Nankai
  - Nanba

### Carretera
- Autopista Hanshin
- Nacional 25 - Nacional 172 - Nacional 308